# Acer ashwilli
Acer ashwilli é uma espécie de bordo extinta na família Sapindaceae descrita a partir de um grupo de folhas fósseis e samaras . A espécie é conhecida apenas dos sedimentos do início do Oligoceno expostos no centro de Oregon, EUA. É uma das várias espécies extintas pertencentes à seção viva Ginnala.

## Taxonomia
Acer ashwilli é conhecida a partir de uma série de oito espécimes de folhas e nove sâmaras que foram recuperados de oito afloramentos diferentes do início do Oligoceno, estágio Rupeliano Bridge Creek Flora, parte da Formação John Day . Quando estudada pela primeira vez por Leo Lesquereux e John Strong Newberry, pensava-se que a flora de Bridge Creek era do Mioceno, enquanto Frank Hall Knowlton colocou a flora na Formação Eoceno Clarno em 1902. Não foi até os estudos de Ralph Works Chaney sobre os fósseis na década de 1920 que a idade foi corrigida para o início do Oligoceno. A flora de Bridge Creek é identificada como uma flora totalmente temperada, e representa a transição das floras de Oregon de florestas "borealtropicais" mais antigas para florestas mais modernas, mais semelhantes às formações de madeiras decíduas temperadas do Sudeste Asiático. A. ashwilli, quando descrito pela primeira vez, foi colocado na seção Acer Trilobata que foi curada por Antonina Pojarkova . Estudos moleculares posteriores mostraram que Trilobata não é um agrupamento natural, e a seção e as espécies incluídas foram movidas para a seção Acer Ginnala.
Os espécimes de tipo para Acer ashwilli são colocados em três repositórios diferentes. O espécime do tipo de folha do holótipo, uma parte e contraparte numerada UCMP 9036A, B junto com seis folhas de parátipo e sete sâmaras de parátipo estão atualmente preservados nas coleções paleobotânicas do Museu de Paleontologia da Universidade da Califórnia, em Berkeley, Califórnia. Quatro outras folhas de parátipos e três sâmaras de parátipos estão alojadas no Museu Nacional de História Natural, parte do Smithsonian, enquanto a última folha de parátipo faz parte das coleções do Museu de História Natural e Cultural da Universidade de Oregon em Eugene, Oregon. Os espécimes foram estudados pelos paleobotânicos Jack A. Wolfe, do Serviço Geológico dos Estados Unidos, escritório de Denver, e Toshimasa Tanai, da Universidade de Hokkaido. Wolfe e Tanai publicaram sua descrição de tipo em 1987 para A. ashwilli no Journal of the Faculty of Science, Hokkaido University . A etimologia do nome específico escolhido ashwilli é em reconhecimento a Melvin Ashwill por seus anos de coleta de fósseis em toda a área de Madras, Oregon e por sua assistência aos autores na localização de espécimes de Acer da área de Madras.

## Descrição
As folhas de Acer ashwilli são de estrutura simples, com estrutura de veia perfeitamente actinódroma e são de forma ovalada a ovalada muito larga . As folhas são trilobadas com os lóbulos laterais com dois terços do comprimento do lóbulo mediano e todos os lóbulos sendo triangulares em contorno com o lóbulo medial um triângulo mais largo que os lóbulos laterais . As folhas têm três nervuras primárias, entre sete e nove nervuras secundárias, e variam entre 5–10.5 cm (2.0–4.1 in) de comprimento por 4.0–8.0 cm (1.6–3.1 in) de largura nas dimensões gerais . As sâmaras de A. ashwilli têm um nódulo moderadamente inflado e veias suavemente divergentes que raramente se anastomizam . A forma geral do nutlet é elíptica com o comprimento médio da sâmara de até 3.4 cm (1.3 in) e uma largura de asa de 1.0 cm (0.39 in) . As sâmaras emparelhadas da espécie têm um ângulo de fixação de 20° a 30° e a região distal da noz e da asa formando um sulco raso em forma de u.